# Harelbeke-Anversa-Harelbeke 1958
La Harelbeke-Anversa-Harelbeke 1958, prima edizione della corsa, si svolse il 3 maggio 1958 su un percorso di 210 km, con partenza ed arrivo a Harelbeke, in Belgio. La vittoria fu appannaggio del belga Armand Desmet, che completò il percorso in 5h42'00" alla media di 36,842 km/h, precedendo i connazionali Lucien De Munster e Alberic Schotte.
Al traguardo di Harelbeke furono 27 i ciclisti che portarono a termine la corsa.

## Ordine d'arrivo (Top 10)
| Pos. | Corridore         | Squadra              | Tempo    |
| ---- | ----------------- | -------------------- | -------- |
| 1    | Armand Desmet     | Groene Leeuw-Leopold | 5h42'00" |
| 2    | Lucien De Munster | Elve-Peugeot-Marvan  | s.t.     |
| 3    | Alberic Schotte   | Libertas-Dr. Mann    | s.t.     |
| 4    | André Noyelle     | Groene Leeuw-Leopold | s.t.     |
| 5    | Jos Theuns        | Groene Leeuw-Leopold | s.t.     |
| 6    | Leopold Rosseel   | Elve-Peugeot-Marvan  | a 10"    |
| 7    | René Van Meenen   | Ghigi-Coppi          | a 4'00"  |
| 8    | Noël Foré         | Groene Leeuw-Leopold | s.t.     |
| 9    | Victor Wartel     | Van Eenaeme-Coppi    | a 5'00"  |
| 10   | Julien Pascal     | Bertin-D'Alessandro  | s.t.     |